# Председатель Организации освобождения Палестины
Председатель Организации освобождения Палестины, также известен как председатель Исполнительного комитета ООП (созданной в 1964 году Организации освобождения Палестины), и является лидером этой организации.
Председатель представляет палестинский народ перед международным сообществом. Он выбирается членами Исполнительного совета.
После провозглашения в 1988 году в одностороннем порядке декларации о независимости «Государства Палестина», председатель принял новый титул — «Президент Палестины»[какой?].
После подписания Соглашений Осло и создания в результате Соглашений Палестинской национальной администрации, Ясир Арафат в официальном письме Ицхаку Рабину от 4 мая 1994 года обязался не использовать титул «Президент Палестины», а именовать себя «Председателем Палестинской администрации» или «Председателем ООП».

## Список председателей (с 1964 — по настоящее время)
- Ахмед Шукейри (10 июня 1964 — 24 декабря 1967)
- Яхья Хаммуда (24 декабря 1967 — 2 февраля 1969)
- Ясир Арафат (Абу Амар) (2 февраля 1969 — 11 ноября 2004) (в изгнании в Иордании до апреля 1971, Ливан 1971 — декабрь 1982, и Тунис декабрь 1982 — май 1994)
- Махмуд Аббас (Абу Мазен) (с 29 октября 2004) (действующий от имени Ясира Арафата до 11 ноября 2004)